# Berik Abdrakhmanov
Berik Abdrakhmanov (12 maggio 1986) è un pugile kazako.

## Palmarès
- Mondiali

Almaty 2013: bronzo nei pesi leggeri.
- Campionati asiatici

Ammann 2013: oro nei pesi leggeri.